# Антиклея
Антиклея (на гръцки: Αντίκλεια) в древногръцката митология е дъщеря на Автолик. Спътница на Артемида, с която ловуват.
Тя е съпруга на Лаерт, цар на остров Итака и е майка на наследника му Одисей. Според една от версиите, Антиклея, вече определена за жена на Лаерт, преспива със Сизиф - гост на баща й - и от него ражда Одисей.
След края на Троянската война, Одисей дълго не се завръща и отчаяната и изтерзана от това Антиклея, която решава, че е мъртъв, въз основа на лъжливо известие, получено от Навплий, се самоубива чрез удавяне.  Одисей попада на сянката й в Подземното царство, където се спуска, за да научи от прорицателя Тирезий своето бъдеще. Изобразена е в Хадес на картината на Полигнот Тасоски в Делфи.